# Area 25 di Brodmann
La parte del cervello nota come area 25 di Brodmann (sigla BA25, dall'inglese Brodmann area 25) è un'area nella corteccia cerebrale delineata da Korbinian Brodmann basandosi sulle sue caratteristiche citoarchitettoniche. 
Viene anche denominata area subgenuale (latino: area subgenualis) oppure parte subgenuale del giro cingolato.
Brodmann gli diede la venticinquesima posizione tra le "aree cerebrali" (da allora mantiene questo numero).
La BA25 si trova nel giro cingolato come una banda sottile nella porzione caudale dell'area subcallosa adiacente al giro paraterminale. Il solco para-olfattorio posteriore separa il giro paraterminale dalla BA25. Rostralmente è delimitato dall'area 11 di Brodmann (prefrontale).

## Storia
Brodmann descrisse quest'area come la si conosce oggi nel 1909. Originariamente, nel 1905, Brodmann classificò l'area come facente parte dell'area 24. Nel 1909, in seguito a ulteriori dati micro-strutturali, procedeva a dividere l'area in area 24 e area 25.

## Ruolo fisiologico
La regione 25 è estremamente ricca in trasportatori della serotonina e viene considerata una regione di coordinamento per una vasta rete che coinvolge aree come l'ipotalamo e il tronco encefalico, che regola l'appetito e il sonno; per l'amigdala e per l'insula, lobi che modulano il tono dell'umore e l'ansietà; per l'ippocampo, che gioca un ruolo importante nella formazione dei ricordi; e per alcune parti della corteccia frontale ritenute collegate alla propria valutazione e ai sentimenti di autostima.

## Patologia
Uno studio ha osservato che l'area 25 di Brodmann è metabolicamente iperattiva nel disturbo depressivo clinicamente resistente alle terapie, ed in seguito è stato scoperto che la stimolazione cerebrale profonda nella materia bianca adiacente all'area è una terapia di successo per alcuni pazienti. Uno studio differente scoprì che l'iperattività metabolica in quest'area è associata ad una scarsa risposta alle terapie nelle persone affette dalla depressione maggiore rispetto alla terapia cognitiva-comportamentale e alla venlafaxina.